# Heinrich Anschütz
Heinrich Eduard Immanuel Anschütz (Luckau, 8 febbraio 1785 – Vienna, 29 dicembre 1865) è stato un attore teatrale austriaco.
Recitò dal 1821 al 1864 al Burgtheater.
Interprete di Shakespeare, raccolse in un'autobiografia le sue memorie.

## Rappresentazioni
- Adolf von Klingsberg ("Die beiden Klingsberg", August von Kotzebue)
- König Lear (William Shakespeare)
- Erbförster (Der Erbförster, Otto Ludwig)
- Götz von Berlichingen ("Götz von Berlichingen" Johann Wolfgang von Goethe)
- John Falstaff ("Die lustigen Weiber von Windsor", William Shakespeare)
- Meister Anton ("Maria Magdalena", Friedrich Hebbel)
- Frhr. von Attinghausen ("Wilhelm Tell, Friedrich Schiller)
- Marquis de Posa ("Don Carlos, Friedrich Schiller)
- Musikus Müller (Kabale und Liebe, Friedrich Schiller)